# Two-Micron Sky Survey
Two-Micron Sky Survey, IRC ali Caltechov infrardeči katalog je astronomski katalog, ki je bil izdan leta 1969 pod vodstvom Leightona in Neugebauerja. Pred tem je pridobival podatke infrardečih teleskopov.
Indeksi v katalogu so sestavljeni iz dveh števil - deklinacije, ki je zaokrožena na večkratnik 10 stopinj s predznakom in zaporedno številko zvezde v tem pasu deklinacije. Katalog vsebuje okoli 5000 objektov v pasu med deklinacijama +15 in -15. Večina objektov je zvezd tipa M. Kasneje so dodali še novih 831 tarč s pripadajočimi podatki.